# Gustav Marx von Söhnen
Gustav Marx von Söhnen (* 1882 in Vohwinkel bei Elberfeld (heute Wuppertal); † 1960 in der Nähe von Heidelberg) war ein deutscher Maler.

## Leben
Gustav Marx von Söhnen wurde 1882 als Fabrikantensohn in Vohwinkel bei Elberfeld geboren. Gustav Marx von Söhnen ging an die Kunstakademie Kassel und studierte dort als Schüler von Louis Kolitz und Hermann Joseph Knackfuß. Früh entwickelte er eine Vorliebe für Cézanne, aber auch für Maler norddeutscher Landschaften wie Fritz Overbeck und Fritz Mackensen. Neben Akademiestücken, darunter Porträtzeichnungen sowie Vogel- und Anatomiestudien aus der Zeit von 1906 bis 1908, existieren verschiedene Bleistiftzeichnungen aus freier Hand, die seine frühen Wanderungen belegen. Mehrere davon sind in der Gegend um Kassel, andere auch andernorts entstanden, darunter solche mit der Ortsangabe Buchenau, wo er im gleichnamigen Schloss des Baron Schenk zu Schweinsberg (Provinz Hessen-Nassau) wiederholt zu Gast war (nachweislich im Dezember 1906 sowie – wahrscheinlich – im Herbst 1910, als er während der Monate September und Oktober mehrmals entlang der Werra Halt machte, um zu zeichnen, darunter in (Bad) Sooden-Allendorf und in Fürstenstein).
Die Orte seines malerischen Schaffens haben in der Folgezeit oft gemein, dass sie mit der Eisenbahn leicht erreichbar sind. In der Zeit zwischen 1910 und 1912 hält sich Marx von Söhnen zeitweise in Fischerhude auf, wo sich 1908 Otto Modersohn niedergelassen hatte (Worpswede, das Overbeck schon 1905 zugunsten von Bracken bei Vegesack aufgegeben und dem Mackensen 1908 für ein Jahrzehnt den Rücken gekehrt hatte, verfügte erst ab Ende 1910 über Bahnanschluss). Gewöhnlich in der Zeit des Frühlings bzw. Frühsommers unternahm Marx von Söhnen in diesen letzten Jahren vor dem Ersten Weltkrieg mehrere Reisen in die Gegend um Varel im damaligen Großherzogtum Oldenburg, wo sich südlich des Ortes das heute trockengelegte Büppelmoor erstreckte, dessen knorrige Moorbirken, Torfstecher und zum Trocknen aufgeschichteten Torf er mit Blei, Wasserfarbe und Öl wiederholt zum Objekt nahm. Auch die berühmte Mühle von Dangast wurden in Blei festgehalten. Weitere Reisen führten in das Gebiet der Ostfriesischen Inseln, nach Holland und wohl auch Belgien, nach Nordfrankreich und Italien (Bildunterschriften erlauben es, das Itinerar dieser Reisen mindestens in Umrissen bis in den Herbst/Winter des Jahres 1913 hinein nachzuzeichnen), und erst 1922 fand der Maler wieder nach Fischerhude und Worpswede zurück. In der Zwischenzeit hatte er sich 1914 verehelicht, kurze Zeit später jedoch wieder getrennt.
Während des Ersten Weltkriegs diente Marx von Söhnen im Rang eines Leutnants der Reserve als Artillerist einer Messtruppabteilung. An der Westfront wurde er zunächst bei Nancy und Verdun stationiert, dann nach Tarnopol an die Ostfront verlegt. Dort wurde er verwundet und nach Heidelberg entlassen, wo man ihn im Lazarett der Stadthalle behandelte. 1915/16 kam er als Offizier in die Gegend von Bad Soden; danach verbrachte er einen Kuraufenthalt in Schloss Langenzell/Wiesenbach bei Heidelberg. Zum Hauptmann befördert, konnte er nach Kriegsende seine malerische Tätigkeit vornehmlich in Nord-, Nordwest- und Mitteldeutschland fortsetzen: Mittels Ortsangaben von eigener Hand auf mehreren seiner Werke der Zeit nach dem Ersten Weltkrieg lassen sich Reisen nach Emden und Greetsiel 1920 und 1921, nach Fischerhude und Worpswede 1922 und 1923 (anfangs wohl über Recke bei Rheine), schließlich 1923 an die deutsche Nordseeküste nördlich von Wilhelmshaven (Horumersiel) und, ein Jahr später, also noch vor Eröffnung des Hindenburgdammes 1927, nach Sylt (1924) nachweisen. Ab 1925, gleich nach den Verträgen von Locarno also, begann Marx von Söhnen auch wieder im Ausland zu malen, und zwar vor allem am Meer, besonders in Nordfrankreich um Le Havre. Bereits in diesem und im folgenden Jahr besuchte er Fécamp, Étretat und Honfleur nahe der Seine-Mündung; 1930 führt ihn die Motivsuche an den Golf von St. Malo, kaum dass er von seiner zweiten Italienfahrt an den Lugano-See (1929) zurückgekehrt war.
1931 oder 1933 heiratete Marx von Söhnen ein zweites Mal (aus dieser Ehe ging ein Kind hervor). Datierte Werke aus der Zeit der 1930er Jahre fehlen scheinbar gänzlich. Ein großformatiges Gemälde in Öl für einen Passagierdampfer, der im Zweiten Weltkrieg versenkt wurde, dürfte zu den spektakulärsten Werken Marx von Söhnens aus dieser Zeit gehört haben. Den Zweiten Weltkrieg verbrachte er zum großen Teil in Haan bei Düsseldorf. Doch führten ihn verschiedene Reisen, von denen Notizen und Aufzeichnungen des Künstlers existieren, noch während der Kriegsjahre in die deutschen Mittelgebirge, vor allem in die Nähe des Knüll (so etwa im April 1941), in die Eifel (1942), ins Bergische Land, in den Büdinger Wald, den Taunus sowie die Landschaft zwischen Solling und Harz (alles 1943) und wieder zurück in die Marburger Gegend (1945).
Nach seiner zweiten Eheschließung arbeitete Marx von Söhnen kurzzeitig als Lehrer an der Kunstgewerbeschule Düsseldorf. 1951 führte ihn die Erinnerung an den Heidelberger Lazarettaufenthalt bzw. seine Kur oberhalb von Neckargemünd nach Heidelberg zurück, wo er sich zunächst in Dilsberg, dann in Eberbach niederließ.
Seinen künstlerischen Nachlass, darunter ein Exemplar von Rainer Maria Rilkes Worpswede in dritter Auflage (Leipzig 1910), erwarb ein Kunsthändler-Ehepaar aus Heidelberg.

## Werke in öffentlichen Sammlungen
- Von der Heydt-Museum, Wuppertal
- Zwei Bilder in der städtischen Galerie zu Wuppertal (nach Vollmer)